# Csongrádi pontonhíd
A csongrádi fahíd közúti híd, amely Csongrád városát köti össze a Tisza túloldalán lévő Csépával. A híd műemléki védelem alatt áll.                  
A téli időszakban a hidat szétszedik, ekkor komp biztosítja a két part között az átjutást.

## Története
Csongrád város Nagyrét településrészének lakói szerették volna, ha épül egy fahíd, viszont a városnak erre nem volt anyagi forrása. Ezért a helyiek összefogtak, és az elbontott esztergomi hajóhíd árát összeadva azt megvásárolták, majd Csongrádra vontatták. Ezt a hidat 1896. augusztus 30-án állították fel, vonala a mai pontonhídtól a folyón felfelé 40-50 méterre volt, szélessége kétirányú közlekedést tett lehetővé. Ezt a hidat 1919-ben és 1944-ben is felrobbantották. A későbbi helyreállításnál már csak egy nyomvonal széles lett a híd, faszerkezetét vasra cserélték, de a neve a városban megmaradt mint fahíd.